# 津神社
津神社（つじんじゃ）は、岐阜県岐阜市にある神社である。伊自良川に架かる島大橋の西岸にある。
美濃国方県郡式内社の方県津神社とされている。但し、美濃国方県郡の方県津神社に関しては他にも方県津神社、縣神社などの幾つかの論社がある。

## 沿革
社伝によると、推古天皇の時代、伊勢国安濃郡津（現・三重県津市）より勧請されたという。勧請元の神社名は不明である。
別の説では加賀国江沼郡（現･石川県加賀市）の潮津神社の勧請という。
江戸時代は「方県津大明神」と称していたが、明治6年（1873年）に津神社に改称している。

## 祭神
- 縣須美命

詳細は不明
- 武渟川別命

## 所在地
- 岐阜県岐阜市曽我屋字屋敷1631

## 交通機関
- 岐阜バス大野真正北方線「曽我屋東」バス停下車
  - JR岐阜駅バスターミナル（岐阜駅北口）8番のりば、名鉄岐阜のりば（名鉄岐阜駅西）6番のりばより「O80 リバーサイドモール（大縄場大橋経由）」「O85 大野バスセンター」行き
- 岐阜バス曽我屋線「曽我屋口」バス停下車
  - JR岐阜駅バスターミナル（岐阜駅北口）8番のりば、岐阜バスターミナル（名鉄岐阜駅南）Dのりばより「K25 東改田」「K26 東改田（寺田ガーデン経由）」行き